# Löhrieth

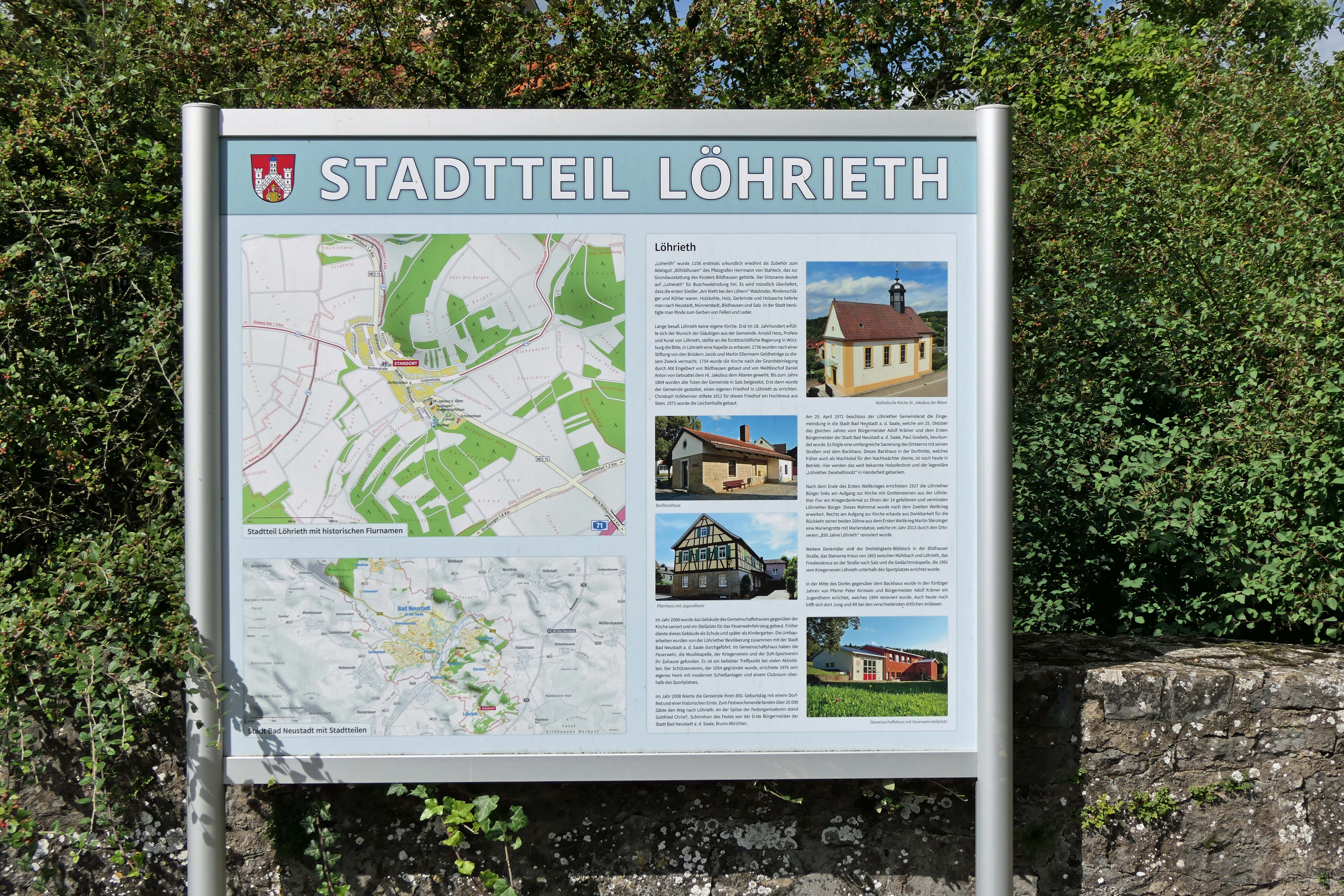
Infotafel Gemeindeteil Löhrieth

Löhrieth ist ein Gemeindeteil der Kreisstadt Bad Neustadt an der Saale im unterfränkischen Landkreis Rhön-Grabfeld in Bayern.

## Lage
Das Kirchdorf liegt 3 km südöstlich des Kernbereichs von Bad Neustadt. Die Bundesautobahn 71 verläuft östlich in 1,5 km Entfernung.

## Geschichte
Der Ort wurde erstmals 1158 als Eigentum des Zisterzienserklosters Maria Bildhausen urkundlich erwähnt.
Am 1. Januar 1972 wurde die Gemeinde Löhrieth nach Neustadt an der Saale eingemeindet. 2012 hatte Löhrieth 285 Einwohner.

## Baudenkmäler
- St. Jakobus Major (Löhrieth)[5]

## Naturdenkmal
Die etwa 300 Jahre alte Dorflinde, eine Winterlinde, hat einen Umfang von 5,30 und eine Höhe von 18 Metern erreicht (siehe Liste der Naturdenkmäler im Landkreis Rhön-Grabfeld).

## Vereine
An Vereinen gibt es im Ort unter anderem die Freiwillige Feuerwehr Löhrieth (seit 1886), den Musikverein Löhrieth (gegründet 1970), den Schützenverein „Tell“ Löhrieth (gegründet 1954), den Sportverein DJK Löhrieth und den Jugendclub Hütte 2004 Löhrieth e. V.